# Ivan Horvat (stavhoppare)
Ivan Horvat, född 17 augusti 1993 i Osijek i Kroatien, är en kroatisk stavhoppare. Han tog silver i stavhopp vid juniorvärldsmästerskapen i friidrott år 2012 i Barcelona i Spanien och kom på en 20:e plats i samma gren vid de olympiska sommarspelen år 2012 i London i Storbritannien.